# Đại hội Thể thao Người khuyết tật châu Á 2018
Đại hội Thể thao Người khuyết tật châu Á 2018 (tiếng Anh: 2018 Asian Para Games) là một sự kiện thể thao được tổ chức mỗi kỳ bốn năm ngay sau khi Đại hội Thể thao châu Á 2018 kết thúc. Đại hội này được dành cho các vận động viên đến từ khắp châu lục không may mắn có những khuyết tật thể chất. Đại hội lần thứ ba được tổ chức tại Jakarta, Indonesia vào năm 2018.

## Đại hội

### Môn thể thao
|  | - Bắn cung - Điền kinh - Cầu lông - Boccia - Bowling - Xe đạp | - Goalball - Judo - Lawn bowls - Cử tạ - Bắn súng - Bơi lội | - Bóng bàn - Bóng chuyền - Bóng rổ xe lăn - Đấu kiếm xe lăn - Quần vợt xe lăn |